# De ratones y hombres
De ratones y hombres (Of Mice and Men) es una novela escrita por John Steinbeck, ganador del premio Nobel de literatura en 1962. Publicada en 1937, cuenta la trágica historia de George Milton y Lennie Small, dos trabajadores de rancho errantes, a lo largo de la California de la Gran Depresión. Es una de las obras más importantes de su autor así como de la literatura estadounidense.
Está basada en las propias experiencias de Steinbeck como vagabundo durante los años 20, antes de la llegada de los okies que describió vividamente en Las uvas de la ira. 
Steinbeck la tituló originalmente Something That Happened (refiriéndose a los eventos del libro como "algo que sucedió", porque nadie puede ser realmente culpado por la tragedia que se desarrolla en la historia). Sin embargo, cambió el título después de leer el poema de Robert Burns (1785) To a Mouse. El poema de Burns habla del pesar que siente el narrador por haber destruido el hogar de un ratón mientras araba su campo.
Es un texto obligatorio en muchas escuelas de EE. UU., pese a que De ratones y hombres ha sido objetivo frecuente de críticas porque muchos consideran al libro de un lenguaje ofensivo y vulgar; consecuentemente, aparece en la lista de la Asociación Americana de Bibliotecas de Los libros más cuestionados del siglo XX.

## Antecedentes
Steinbeck escribió De ratones y hombres y Las uvas de la ira en lo que ahora es Monte Sereno, California. Su perro se comió un primer borrador de la obra, como el escritor explicó en una carta de 1936:

My setter pup [Toby], left alone one night, made confetti of about half of my [manuscript] book. Two months [sic] work to do over again. It sets me back. There was no other draft. I was pretty mad, but the poor little fellow may have been acting critically.
Mi cachorro de setter [Toby], al quedarse solo una noche, hizo confeti con aproximadamente la mitad de mi libro [manuscrito]. Dos meses [sic] de trabajo para hacerlo de nuevo. Me hace retroceder. No había otro borrador. Estaba bastante enojado, pero el pobrecito puede haber estado actuando críticamente.

En la introducción a la edición del libro de Penguin de 1994, Susan Shillinglaw escribió que Steinbeck, después de abandonar Stanford, pasó casi dos años vagando por California, encontrando trabajo en ranchos para Spreckels Sugar donde cosechaba trigo y remolacha azucarera. Steinbeck le comentó al The New York Times en 1937:

I was a bindlestiff myself for quite a spell. I worked in the same country that the story is laid in. The characters are composites to a certain extent. Lennie was a real person. He's in an insane asylum in California right now. I worked alongside him for many weeks. He didn't kill a girl. He killed a ranch foreman. Got sore because the boss had fired his pal and stuck a pitchfork right through his stomach. I hate to tell you how many times. I saw him do it. We couldn't stop him until it was too late.
Yo mismo fui un vagabundo durante bastante tiempo. Trabajé en el mismo país en el que se desarrolla la historia. Los personajes son compuestos hasta cierto punto. Lennie era una persona real. Está en un manicomio en California ahora mismo. Trabajé junto a él durante muchas semanas. Él no mató a una chica. Mató al capataz de un rancho. Estaba dolorido porque el jefe había despedido a su amigo y le clavó una horca en el estómago. Odio decirte cuántas veces. Lo vi hacerlo. No pudimos detenerlo hasta que fue demasiado tarde.

Steinbeck también realizó una investigación para el San Francisco News sobre los jornaleros migrantes californianos, a quienes llamó "los vagabundos de la cosecha" en sus artículos reunidos en The Harvest Gypsies

## Trama
Steinbeck concibió la novela desde un principio como una obra de teatro y un guion, de modo que los diálogos pudieran adaptarse directamente y los pasajes narrativos intermedios pudieran ser usados como instrucciones de dirección. Los seis capítulos, como escenas, tienen una ubicación claramente definida: junto al río, dos veces en las habitaciones de los campesinos, en el cobertizo del mozo de cuadra de Crooks, en el establo, junto al río.

La obra se podría dividir en tres actos de dos escenas cada uno. Cada capítulo (aunque algunas ediciones carecen de numeración) correspondería a una escena. Los sucesos en el rancho ocurren en un período de tres días (de jueves a domingo) en cuatro locaciones fijas y específicas: un bosque, una barraca, la habitación de un peón y el granero, respetando así las tres unidades griegas. La presentación y descripción de los personajes es dialogada (con indicaciones mínimas) y prescinde de la prosa expositiva. Todas estas características la asemejan más a un guion teatral o cinematográfico que a una novela, lo que explica su fácil adaptación a los escenarios de Broadway y a las películas de Hollywood
Bloom, H., Bloom ́s Guides: Of Mice and Men, Chelsea House, USA, 2006, p. 14

Los dos protagonistas, George y Lennie, luchan juntos tratando de ganarse la vida como braceros al borde de la indigencia, soñando con un futuro mejor. El trabajo es duro, se mueven de una granja a otra, de un cultivo a otro. Alto y fuerte como un oso, pero retrasado mental, Lennie ha entablado amistad, ya desde la infancia, con el ágil e inteligente George, que se preocupa de él. Aun así, no pueden evitar problemas: cuando Lennie acaricia el vestido de una chica y esto es interpretado erróneamente como acoso sexual, ambos pierden su trabajo. Este hecho es un presagio de lo que habrá de acontecer entre Lennie y la esposa de Curley. En el camino hacia el próximo trabajo ocasional George habla con Lennie y le ruega que mantenga un perfil bajo, quejándose de lo agotador que le resulta tener que cuidarlo todo el tiempo. Lennie ofrece irse solo, pero George se retracta: prefiere que se queden juntos. Los jornaleros errantes como él y Lennie son personas muy solitarias, sin familia, sin hogar e incapaces de ahorrar dinero. Les gustaría algún tener un terreno con una casa y animales domésticos.

Los hombres, como nosotros, que trabajan en los ranchos, son los tipos más solitarios del mundo. Llegan a un río y trabajan hasta que tienen un poco de dinero, y después van a la ciudad y malgastan su dinero, y nos les queda más remedio que ir a molerse los huesos en otro rancho. No tienen nada que esperar del futuro [...] Con nosotros no pasa así. Tenemos un porvenir. Tenemos alguien con quien hablar, alguien que piensa en nosotros. No tenemos que sentarnos en un café malgastando el dinero sólo porque no hay otro lugar donde ir. Si esos otros tipos caen en la cárcel, pueden pudrirse allí porque a nadie le importa. Pero nosotros, no.
John Steinbeck, De ratones y ratas (Trad.Román A. Jiménez). Edhasa, Barcelona, 2017, p. 11

Habiendo conseguido trabajo en un rancho, George y Lennie conocen a Candy, un viejo jornalero, quien les describe cual es la situación en el lugar y les aconseja que tengan cuidado con Curley, el hijo del dueño del establecimiento, quien tiene ínfulas de grandeza y busca la confrontación con otros hombres. Se ha casado recientemente, pero a su joven esposa le gusta llamar la atención de los hombres. Cuando Curley aparece un poco más tarde, inmediatamente muestra su lado carácter pendenciero. Incómodos, George y Lennie quieren irse lo antes posible, pero no sin antes haber ganado unos cuantos dólares.
Más tarde, los peones se encuentran en la barraca, incluido el viejo Candy con su perro y Carlson, que no puede soportar el hedor del viejo y frágil perro y quiere matarlo. Pero Candy está muy apegado a su perro, al que ha criado desde que era un cachorrito. Pero, finalmente, con el corazón apesadumbrado, se deja persuadir por Carlson para que deje que el animal reciba el golpe de gracia. Slim le ofrece  como reemplazo un cachorrito.
Más tarde, George vuelve a contarle a Lennie su sueño compartido de una casa propia, del campo y  los animales domésticos:

Bueno. Vamos a tener una buena huerta y una conejera y gallina. Y cuando lleguen las lluvias en invierno, no diremos más que ―al diablo con el trabajo‖, y haremos un buen fuego en la estufa y nos sentaremos y oiremos la lluvia cayendo sobre el techo...
John Steinbeck, De ratones y hombres (Trad.Román A. Jiménez). Edhasa, Barcelona, 2017.

Candy, que también estaba escuchando, interviene y quiere ser de la partida, colaborando con sus ahorros. George y Lennie inicialmente están confundidos, pero con el dinero de Candy, estarían un paso decisivo más cerca de su sueño. Candy sugiere que más tarde podría ser útil en la casa y en el jardín.
Curley irrumpe en la barraca buscando a a su mujer, como es habitual. Luego de sospechar que pudiera estar con Slim, es ridiculizado tanto por Slim como por otros peones por no tenerla bajo control. Colérico interpreta la sonrisa de Lennie como irónica y comienza una pelea con él, golpeándolo sin misericordia. Lennie en un proncipio no reacciona al ataque y está aterrorizado, pero a orden de George le coge una mano a Curley y se la quiebra. El inteligente Slim puede convencer a Curley de que es mejor no contar la historia de lo sucedido y, en vez de ello, decir que se lastimó la mano en una máquina.
En el cubículo de Crooks, Lennie entabla una conversación con él cuando está buscando a su cachorro. Los otros peones se ha ido a la ciudad a beber. Lennie le cuenta a Crooks su sueño de tener un terreno con conejos. Crooks piensa que Lennie está loco y contesta con escepticismo que todos los trabajadores migrantes que conoce tienen sueños similares y ninguno los ha logrado realizar. Pero Crooks, discapacitado por una lesión en la columna, también tiene sus sueños: anhela compañía. Como el único hombre negro en la granja, vive aislado, no puede confiar en nadie, no puede hablar con nadie. De improviso llega la esposa de Curley y se une a la conversación de los hombres, diciendo que se merece algo mejor que estar sentada sola el rancho esperando a Curley. Ella ve que Lennie tiene la cara lastimada e infiere que es él el que lastimó la mano de Curley, pensando que esto le viene bien a su marido fanfarrón. Cuando Crooks finalmente intenta obligarla a salir de su cubículo, ella lo humilla por el color de su piel y su baja posición en la jerarquía, amenazándolo con el despido o el linchamiento.
Lennie está en el granero, acaricia a su cachorro muerto, lo estaba acariciando pero lo apretó demasiado fuerte. Ahora está tratando de esconderlo, porque George no debe saber nada al respecto. Si descubriera que Lennie había "hecho cosas tan malas" nuevamente, no le dejaría acariciar a los conejos. En ese momento, la esposa de Curley entra al establo. Aunque Lennie reacciona a la defensiva y retrocede, ella persiste y le cuenta sobre su vida y sus sueños. Ella deja que Lennie, a quien le encanta tocar cosas suaves, le pase los dedos por el cabello. Sin embargo, cuando esto se torna demasiado para ella y Lennie no se detiene, quiere alejarse. Lennie siente pánico, le tapa la boca para que no pueda gritar y acidentalmente le rompe el cuello. Aterrorizado, Lennie huye a un escondite cerca del río, que había sido elegido  por George en caso de que surgieran problemas. Cuando los hombres que estaban jugando a la herradura descubren poco después el cadáver, sospechan inmediatamente de Lennie y se hacen a la búsqueda para lincharlo. George y Slim saben que difícilmente podrán detener a Curley.
Lennie se sienta solo a orillas del río Salinas, ocultándose como se lo había dicho George. Teme haber hecho de nuevo todo mal y se pregunta si George finalmente lo enviará lejos para siempre. Cuando George aparece, ya se escucha a los perseguidores en la lejanía. George le cuenta a Lennie sus sueños por última vez: sobre el campo y la casa y sobre todo sobre los conejos. George le indica a Lennie que mire al otro lado del río e imagine su casa imaginaria allí, le apunta con la pistola de Carlson y lo mata antes que llegue Curley. Slim comprende lo sucedido, le dice a George que era inevitable, lo invita a tomar un trago y se alejan juntos.

## Personajes
- George Milton: un hombre ingenioso que es el guardián y mejor amigo de Lennie. Su amistad le ayuda a mantener su proyecto de una vida  mejor.  Steinbeck lo describe como "pequeño y rápido", con manos fuertes. Su rostro es oscuro y los"ojos inquietos",  los "rasgos fuertes y afilados".
- Lennie Small: un hombre con discapacidad mental, gigantesco y físicamente fuerte.[16] Es risueño, inocente y sueña con poder cuidar conejos. Su amor por las cosas suaves es una debilidad, principalmente porque no conoce su propia fuerza y, finalmente, es su perdición. Steinbeck define su apariencia como el "opuesto" de George, y escribe que es un "hombre enorme, de rostro informe, con ojos grandes y pálidos", así como "hombros anchos e inclinados". Camina pesadamente, arrastrando un poco los pies, "como un oso arrastra las patas", sus brazos no se balancean a los costados, sino que cuelgan inertes.
- Candy: un viejo manitas que perdió la mano derecha en un accidente y se preocupa por su futuro en el rancho. Temiendo que su edad le impida seguir trabajando, atiende a la descripción de George de la granja que él y Lennie algún día tendrán, y ofrece los ahorros de su vida si puede unirse a ellos.
- Slim: es un mulero, pero su influencia y autoridad trascienden esa función, se lo ve como el "príncipe del rancho". Es respetado por los peones y es el único personaje al que Curley trata con consideración. Su perspicacia, intuición, amabilidad y autoridad natural atraen a los otros peones, y es, significativamente, el único que comprende el vínculo entre George y Lennie. Slim es considerado el "übermensch"[17] de esta historia y el que mejor conoce a los otros personajes-
- Curley: el hijo del dueño del rancho, un hombre joven, arrogante y belicoso, con experiencia como boxeador semiprofesional. Es muy celoso y posesivo con su esposa, lo cual no impide que le sea infiel visitando prostíbulos. Compensa su complejo de inferioridad acentuando su supuesta fortaleza física y aprovecha su posición social para denigrar a los peones. Desarrolla inmediatamente una aversión hacia Lennie, ya que siendo un individuo pequeño, odia a los hombres grandes, lo cual lleva a que interprete erróneamente el comportamiento de Lennie. Tanto los peones como su mujer lo desprecian y no es capaz de controlar a su esposa.
- La esposa de Curley: una mujer joven y bonita, de quien su marido desconfía. Los otros personajes se refieren a ella solo como "la esposa de Curley". Steinbeck explicó que ella "no es una persona, es un símbolo, no tiene ninguna función, excepto ser un contraste y un peligro para Lennie."[16] Su preocupación por su belleza eventualmente ayuda a precipitar su muerte.
- Crooks: el mozo de cuadra negro, recibe su nombre de su espalda torcida. Orgulloso, amargado y cínico, está aislado de los demás peones por el color de su piel. Es un individuo que ve las cosas desde una perspectiva racional y humana.

## Temas
In every bit of honest writing in the world there is a base theme. Try to understand men, if you understand each other you will be kind to each other. Knowing a man well never leads to hate and nearly always leads to love. There are shorter means, many of them. There is writing promoting social change, writing punishing injustice, writing in celebration of heroism, but always that base theme. Try to understand each other.
En cada pedacito de escritura honesta en el mundo hay un tema base. Traten de entender a los hombres, si se entienden entre sí, serán amables el uno con el otro. Conocer bien a un hombre nunca conduce al odio y casi siempre conduce al amor. Hay medios más cortos, muchos de ellos. Hay escritura que promueve el cambio social, escritura que castiga la injusticia, escritura que celebra el heroísmo, pero siempre esa base temática. Traten de entenderse unos a otros.
John Steinbeck en su diario de 1938

### Los sueños
Steinbeck enfatiza los sueños a lo largo del libro. George aspira a independizarse, a ser su propio jefe, a tener una casa y, lo más importante, a ser "alguien". Lennie aspira a estar con George en su hogar independiente y a saciar su fijación por los objetos blandos. Candy aspira a recuperar la responsabilidad perdida con la muerte de su perro y la seguridad para su vejez en la granja de George. Crooks desea un lugar donde sea respetado, quiere seguridad y, sobre todo, aceptación. La esposa de Curley sueña con ser actriz, para satisfacer su anhelo de fama perdido al casarse con Curley, y acabar con su soledad.

### La soledad
La soledad es un factor importante en la vida de varios personajes. Candy está viejo y mutilado y se siente aún más solo después de la muerte de su perro. La esposa de Curley está aislada porque no se entiende con él, porque no hay otras mujeres con las cuales pueda comunicarse y porque la comunicación con los hombres no es posible. La compañía de George y Lennie es fruto de la mutua soledad. Crooks es segregado por el color de su piel, debe dormir en el establo y plantea el tema claramente: "Un tipo se vuelve loco si no tiene a nadie. No importa quién sea el tipo, siempre y cuando esté contigo". Steinbeck eligió como lugar de la trama una región cerca del pueblo Soledad y se refirió al tema de la forma siguiente:

We are lonesome animals. We spend all our life trying to be less lonesome. One of our ancient methods is to tell a story begging the listener to say -and to feel- "Yes, this is the way it is, or at least that's the way I feel it. You're not as alone as you thought.
Somos animales solitarios. Pasamos toda nuestra vida tratando de ser menos solitarios. Uno de nuestros métodos ancestrales es contar una historia rogando al oyente que diga -y sienta- "Sí, así son las cosas, o al menos así lo siento yo. No estás tan solo como creías".
John Steinbeck, In Awe of Words

William Goldhurst resaltó también la temática:

Viewed in the light of its mythic and allegorical implication Of Mice and Men is a story about the nature of man's fate in a fallen world, with particular emphasis upon the question: is a mandestinated to live alone, a solitary wanderer on the face of the earth, or is his fate of man to care for man, to go his way in companionship with another?
Visto a la luz de su implicación mítica y alegórica, De ratones y hombres es una historia sobre la naturaleza del destino del hombre en un mundo caído, con especial énfasis en la pregunta: ¿está el hombre destinado a vivir solo, a ser un vagabundo solitario sobre la faz de la Tierra?, o es el destino del hombre cuidar del hombre, seguir su camino en compañía de otro?
Goldhurst, William (October 2017). Of Mice and Men : John Steinbeck's Parable Of The Curse Of Cain 6 (2). Western American Literature.

Con respecto a las interacciones humanas, la opresión y el abuso son dos temas que se ilustran a través de Curley y su esposa. Curley reprende constantemente a los peones y acusa a algunos de tontear con su mujer. Su complejo de inferioridad se evidencia en reacciones y amenazas ocasionadas por incidentes minúsculos. La esposa de Curley, por otro lado, no es manipuladora física sino verbal: usa su atractivo sexual para llamar la atención, coqueteando con los trabajadores de la granja.

### El destino
La trama deviene una tragedia durante la cual son destruidas las esperanzas de los personajes. Cuando George no puede proteger a Lennie (que es un peligro real), Steinbeck presenta los hechos como "algo que sucedió" o como también se ha dicho, da cuenta de un "pensamiento no teleológico" y sin prejuicios, donde se describe lo narrado sin apelar a una instancia superior. La novela "Muestra el triunfo de la indomable voluntad de sobrevivir. No es la historia de la derrota de un hombre a manos de la implacable naturaleza, sino la de la dolorosa conquista de esa misma naturaleza, la difícil y consciente renuncia a los propios sueños de grandeza y la aceptación de la mediocridad"

### La finitud
La novela puede asociarse con la idea de que existen limitaciones inherentes y que, a pesar de todas las luchas, a veces las circunstancias existenciales impiden el lograr los objetivos deseados. Ya "el título [...] enfatiza la idea de la futilidad del esfuerzo humano o la vanidad de los deseos humanos". "Tanto Burns como Steinbeck igualan a los seres humanos y los animales en un destino adverso: nadie es dueño de su fortuna, pues todos somos víctimas de las circunstancias. Ambos autores supieron condensar la idea de que tanto ratones como hombres son incapaces de escapar a un futuro inmutable. Los planes, los sueños, las esperanzas, los anhelos y las ilusiones largo tiempo albergados se desvanecen ante la imposibilidad de controlar las circunstancias desafortunadas que nos desvían de nuestro cauce."

### La muerte y la culpa
El tema de la muerte es intensificado a lo largo de la tramá hasta la catástrofe final. Lennie es incapaz de coordinar sus movimientos y lo que comienza como caricia deviene siempre en un abrazo mortal. Las dimensiones de aquellos que mata aumenta a lo largo de la obra: un ratón, un cachorro y la esposa de Curley. También hiere a Curley después de haber sido agredido por él. Sin embargo, está exento de culpa:

Lennie's crime is an accident in an attempt to express affection [...] Lennie does comit murder, but he remains guiltless because he is not responsible for what he does
El crimen de Lennie es un accidente en un intento de expresar afecto [...] Lennie comete un asesinato, pero es inocente porque no es responsable de lo que hace
Howard Levant: The Novels of John Steinbeck: A Critical Study, Columbia, Missouri, University of Missouri Press, 1974, p. 138/139

A otro nivel, pero de forma semejante, George es también inocente de la muerte de Lennie, que se plantea como la única opción frente a una situación sin salida. La muerte del perro de Candy puede ser considerada una anticipación de la de Lennie.

### El desempleo y la migración
La obra está ambientada en la década de 1930, cuando Estados Unidos sufrió una gran crisis económica tras el crac del 29. Tanto las víctimas de la Gran Depresión como, más concretamente, los refugiados por el Dust Bowl, debieron abandonar sus tierras en el Medio Oeste de los Estados Unidos para buscar fortuna en California, lo que llevó a movimientos migratorios en ese estado. Si bien los protagonistas son oriundos de la zona, se ven confrontados con la inseguridad social de la época y la pérdida de raíces. Como señaló Peter Watson, "Se puede considerar a Steinbeck como el cronista por antonomasia del desempleo de los años treinta"

## Recepción
Al lograr la mayor respuesta positiva de cualquiera de sus obras hasta ese momento, la novela de Steinbeck fue elegida para una selección del Club del Libro del Mes antes de su publicación. Los elogios por el trabajo provinieron de muchos críticos notables, incluidos Maxine Garrard (Enquirer-Sun), Christopher Morley y Harry Thornton Moore (New Republic). El crítico del New York Times Ralph Thompson describió la novela como un "pequeño gran libro, con todo su melodrama final". En el Reino Unido, se incluyó en el número 52 de las "novelas más queridas de la nación", así como en la encuesta de la BBC de 2003 The Big Read.
La novela ha sido prohibida en varias bibliotecas o planes de estudio públicos y escolares de EE. UU. por, supuestamente, "promover la eutanasia ", "tolerar los insultos raciales", ser "antinegocios", contener blasfemias y, en general, contener "vulgar", "lenguaje ofensivo" y contendría estereotipos raciales, que podrían tener un impacto negativo en los estudiantes. Muchas de las prohibiciones y restricciones se han levantado y sigue siendo una lectura obligatoria en muchas otras escuelas secundarias estadounidenses, australianas, irlandesas, británicas, neozelandesas y canadienses.
Como resultado de ser un objetivo frecuente de los censores, la novela aparece en la lista de la American Library Association de los 100 mejores libros prohibidos/desafiados: 2000–2009 (número cinco) y los 100 mejores libros prohibidos/desafiados: 2010–2019 (número 28). El libro ha sido propuesto para la censura 54 veces desde que se publicó en 1936. Académicos como Thomas Scarseth han luchado para proteger el libro argumentando su valor literario. Según Scarseth "en la verdadera gran literatura el dolor de la vida se transmuta en la belleza del arte".

## Adaptaciones

### Teatro
Como una "novela teatralizable", fue llevada a escena por Theatre Union of San Francisco tal como fue escrita. Esta versión se estrenó el 21 de mayo de 1937, menos de tres meses después de la publicación de la novela, y se mantuvo unos dos meses.

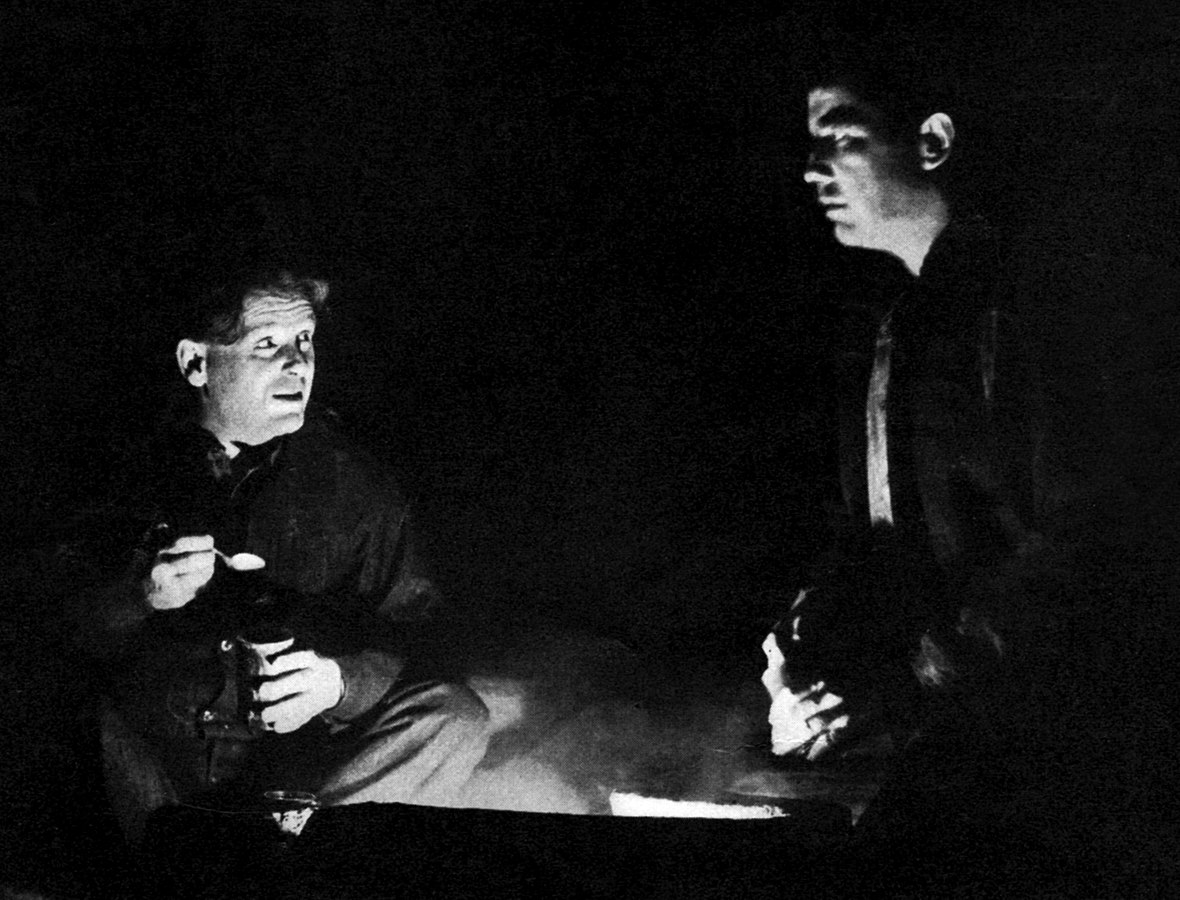
Wallace Ford y Broderick Crawford en la producción original de Broadway (1938)

Otra versión se estrenó cuando la novela aún estaba en las listas de los libros más vendidos. Producida por Sam H. Harris y dirigida por George S. Kaufman, se estrenó el 23 de noviembre de 1937 en el Music Box Theatre de Broadway. En ese momento, George S. Kaufman era el principal director del país. Si bien la obra sigue de cerca a la novela, Steinbeck modificó el personaje de la esposa de Curley, quizás en respuesta a las críticas de sus amigos. En la pieza de teatro, la esposa de Curley no amenaza con linchar a Crooks, y en su escena final habla de su infancia y de su padre tratando de fugarse con ella. Esto tiene el efecto de suavizar su carácter, mostrándola solitaria e incomprendida. Con 207 funciones, estuvo protagonizada por Wallace Ford como George y Broderick Crawford como Lennie. El papel de Crooks fue interpretado por Leigh Whipper, el primer miembro afroamericano de la Actors' Equity Association. (Whipper repitió este papel en la versión cinematográfica de 1939.)  La producción fue elegida como mejor obra en 1938 por el Círculo de Críticos de Drama de Nueva York. Brooks Atkinson de The New York Times escribió que "Steinbeck ha captado en el papel a dos vagabundos de granja extraños y adorables cuyo destino está implícito en sus personajes".
En 1939, la producción se trasladó a Los Ángeles, todavía con Wallace Ford en el papel de George, pero con Lon Chaney, Jr., asumiendo el papel de Lennie. La actuación de Chaney en el papel resultó en su elección para la película.
En 1958, se produjo una adaptación teatral musical de Ira Bilowit (1925-2016) Off-Broadway en la ciudad de Nueva York. El elenco incluía a varios artistas solicitados de su época, incluidos Art Lund y Jo Sullivan, que volvieron a formar equipo después de actuar juntos en el exitoso musical The Most Happy Fella, así como a Leo Penn. Sin embargo, una huelga de periódicos afectó negativamente la producción y cerró después de seis semanas. Se montó una reposición de la obra en el Western Stage de Salinas en 2019.
La obra fue también llevada a escena en una producción de Broadway de 1974 en el Brooks Atkinson Theatre protagonizada por Kevin Conway como George y James Earl Jones como Lennie. La actriz de teatro Pamela Blair interpretó a la esposa de Curley en esta producción.
En 1970 Carlisle Floyd escribió una ópera basada en esta novela. Una desviación entre el libro de Steinbeck y la ópera de Floyd es que la ópera presenta a The Ballad Singer, un personaje que no se encuentra en el libro.
Una nueva versión de la obra se estrenó en Broadway en The Longacre Theatre el 19 de marzo de 2014 para un lapso de 18 semanas, protagonizada por James Franco, Chris O'Dowd, Leighton Meester y Jim Norton.
La producción de By the Book Theatre ganó 6 premios Brickenden, incluidos Mejor Drama, Director, Escenografía, Actor, Actor de Reparto y Diseño de Iluminación.
Cathy Marston creó una adaptación de ballet con música original de Thomas Newman. Debutó el 27 de abril de 2022 en el Joffrey Ballet de Chicago.
En España, Miguel del Arco adaptó la obra para teatro, estrenándose en 2012 en el Teatro Español de Madrid, con un cartel encabezado por Fernando Cayo y Roberto Álamo.

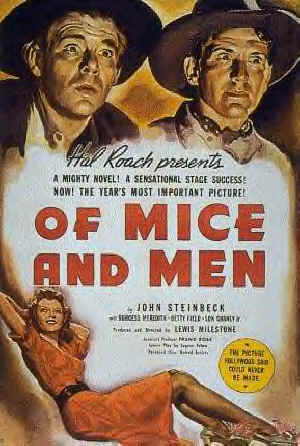
Cartel de la película de 1939.

### Cine
La primera adaptación cinematográfica se estrenó en 1939, dos años después de la publicación de la novela, y fue protagonizada por Lon Chaney Jr. como Lennie, con Burgess Meredith como George, y fue dirigida por Lewis Milestone. Fue nominada a cuatro Premios de la Academia.
Una versión para televisión, producida por David Susskind en 1968, protagonizada por George Segal como George, Nicol Williamson como Lennie, Will Geer como Candy, Moses Gunn como Crooks y Don Gordon y Joey Heatherton como Curley y su esposa, respectivamente.
Una película iraní de 1972, Topoli, dirigida por Reza Mirlohi, se basa libremente en la novela de Steinbeck. Es la historia de Topoli, un joven retrasado, que vive con su sobrino Essi.
En 1981, se lanzó una versión de película para televisión, protagonizada por Randy Quaid como Lennie y Robert Blake como George, y dirigida por Reza Badiyi.
Otra versión cinematográfica teatral se realizó en 1992, dirigida por Gary Sinise, quien fue nominado a la Palma de Oro en Cannes. Sinise también interpretó a George en la película, y el papel de Lennie fue interpretado por John Malkovich. Para esta adaptación, ambos hombres asumieron sus papeles de la producción de Steppenwolf Theatre Company de 1980.